# Pavol Bahyl
Pavol Bahyl (12. dubna 1928 Badín – 3. března 2008 Praha) byl slovenský a československý politik Komunistické strany Slovenska, ministr vlád ČSSR a SSR a poslanec Sněmovny lidu Federálního shromáždění za normalizace.

## Biografie
V letech 1976–1989 se uvádí jako účastník zasedání Ústředního výboru Komunistické strany Slovenska. Zastával i posty v celostátní komunistické straně. XV. sjezd KSČ ho zvolil za člena Ústředního výboru Komunistické strany Československa. XVII. sjezd KSČ ho zvolil kandidátem ÚV KSČ. V roce 1973 působil jako ministr - místopředseda Státní plánovací komise ČSSR v druhé vládě Lubomíra Štrougala, od roku 1974 jako ministr všeobecného strojírenství ČSSR v druhé vládě Lubomíra Štrougala, třetí vládě Lubomíra Štrougala a čtvrté vládě Lubomíra Štrougala. Po odchodu z federální vlády přešel do vlády SSR (vláda Petera Colotky, Ivana Knotka a Pavola Hrivnáka), v níž v letech 1986–1989 zastával post ministra - předsedy Slovenské plánovací komise a zároveň místopředsedy vlády. Na obou těchto vládních postech setrval do dubna 1989. V roce 1978 získal Řád práce.
Ve volbách roku 1976 zasedl do Sněmovny lidu (volební obvod č. 173 – Považská Bystrica, Středoslovenský kraj). Mandát obhájil ve volbách roku 1981 (obvod Považská Bystrica) a volbách roku 1986 (obvod Považská Bystrica). Ve Federálním shromáždění setrval do ledna 1990, kdy rezignoval na poslanecký post v rámci procesu kooptace do Federálního shromáždění po sametové revoluci.
Od 70. let žil v Praze.